# Carl Ulbricht
Carl Ulbricht (* 12. April 1904 in Aussig; † 19. Mai 1981 in Dresden) war ein deutscher Politiker (CDU). Er war sächsischer Finanzminister und Abgeordneter der Volkskammer der DDR.

## Leben

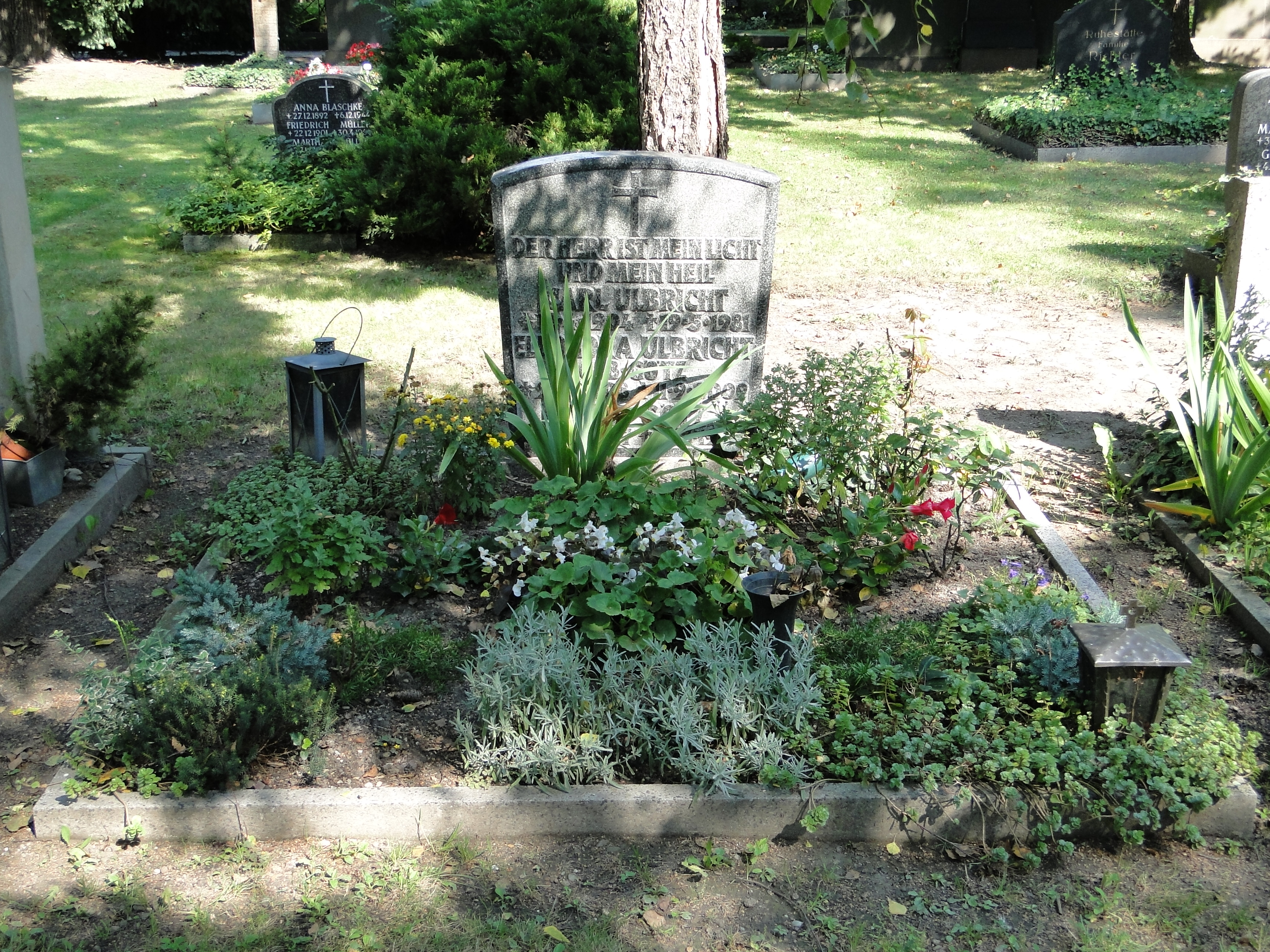
Grab von Carl Ulbricht auf dem Alten Katholischen Friedhof

Ulbricht, von Beruf Buchdrucker, war vor 1933 Mitglied des Zentrums und der christlichen Gewerkschaften. 1945 gehörte er zu den Mitbegründern der CDU in Dresden und Sachsen und war ab 1946 Mitglied der Dresdner Stadtverordnetenversammlung. 1949 wurde er Kreisvorsitzender Dresden-Land der CDU. Seit 1950 war er Mitglied des geschäftsführenden Landesvorstandes Sachsen der CDU. Von Februar 1950 bis 24. November 1950 fungierte er als Finanzminister in der sächsischen Landesregierung (Kabinett Seydewitz I). Von 1950 bis 1954 war Ulbricht Abgeordneter der Volkskammer der DDR.
Im Jahr 1974 erhielt Ulbricht den Vaterländischen Verdienstorden in Silber. Nach seinem Tod fand er 1981 auf dem Alten Katholischen Friedhof in Dresden seine letzte Ruhestätte.